# Putumayo (fiume)
Il Putumayo (putu mayu in lingua quechua, Içá in portoghese) è un importante fiume nel bacino amazzonico occidentale che attraversa diversi paesi del Sud America: Colombia, Ecuador, Perù e Brasile. Il fiume è un affluente del Rio delle Amazzoni, nel quale confluisce nei pressi di Santo Antônio do Içá.
I principali affluenti del Putumayo sono il Guamúez, il San Miguel e l'Igara Paraná.